# Венді Боґліолі
Венді Боґліолі (англ. Wendy Boglioli, 6 березня 1955) — американська плавчиня.
Олімпійська чемпіонка 1976 року.